# БСУ-11-57Ф
БСУ-11-57Ф — опытная советская десантируемая противотанковая САУ. Разработана в инициативном порядке в ОКБ-40 (город Мытищи).

## Описание конструкции
Машина создана на базе десантируемой самоходной противотанковой пушки АСУ-76. Основным отличием является установка безоткатного орудия Б-11 вместо нарезной пушки ЛБ-76С.

### Вооружение
В качестве основного вооружения использовалось 107-мм безоткатное орудие Б-11. Орудие было разработано под руководством Б. И. Шавырина в СКБ ГА. В номенклатуру боеприпасов орудия входили осколочно-фугасные и кумулятивные снаряды, среди которых были БК-388, О-833 и РГ-107. Масса реактивных гранат составляла 7,52 или 8,51 кг. Орудие обеспечивало дальность прямого выстрела равную 1000 метров. Прицельная дальность составляла 4500 метров, а максимальная — 6650 метров.
Габаритные размеры орудия в длину составляли 3650 мм, а в ширину — 1450 мм. Масса орудия — 305 кг. В боевом положении высота орудия была равна 750 мм, по походному — 1200 мм. Орудие обеспечивало боевую скорострельность в 5 выстрелов в минуту. Начальная скорость осколочно-фугасного выстрела составляла 379 м/с, а кумулятивного — 400 м/с.
Дополнительно на БСУ-11-57Ф имелся 7,62-мм пулемёт СГМТ.